# Spinndelfin
Spinndelfin (Stenella longirostris) är en art i familjen delfiner. Arten fick sitt namn på grund av djurets vana att rotera runt sin axel när den hoppar ur vattnet.

## Beskrivning
Artens kroppslängd varierar något men den ligger vanligen mellan 1,2 och 2,3 meter. Vikten är 23 till 78 kilogram. Delfinen har en trekantig ryggfena och en lång och smal nos. Ovansidan är mörkgrå, sidorna något ljusare grå och undersidan vitaktig. Övergången mellan dessa färgområden kan vara stegvis eller det finns tydlig synliga avgränsningar. Det finns flera underarter som skiljer sig i utseende och färgteckning. Vid svansroten, på ryggen och vid främre halsen kan finnas mörka fläckar.
I Atlanten kan arten lätt förväxlas med hjälmdelfin som har ett liknande utseende och beteende. Hos spinndelfinen är nosen mer långsträckt och arten saknar ett mörkt märke på nosens ovansida.  Arterna skiljer sig även i sina genetiska regenskaper.

## Ekologi
Spinndelfinerna är sociala djur som lever i grupper av några få till tusen individer. De utför akrobatiska hopp och rider på fartygens vågor. Arten kan dessutom bilda grupper tillsammans med andra delfiner eller valar. Det är inte känt varför de hoppar på det beskrivna sättet. Enskilda exemplar gör 14 av dessa spinnanden i följd.
Arten äter främst fiskar och bläckfiskar från den mesopelagiska zonen mellan 200 och 400 meter under havsytan. Dessutom ingår kräftdjur från familjen Sergestidae i födan. För att fånga bytet sakpar en grupp av 16 till 28 spinndelfiner en cirkel med fiskstimmen i mitten. Sedan simmar ett par genom cirkeln och tar bytet.
Denna delfin kan falla offer för späckhuggare, falsk späckhuggare, dvärgspäckhuggare och kortfenad grindval.

## Utbredning
Delfinen förekommer i tropiska och ibland i subtropiska havsregioner över hela världen. De flesta individer hittas i östra Stilla havet mellan Hawaii och Mexiko. De lever vanligen pelagiskt.

## Systematik
Artens första vetenskapliga beskrivning gjordes 1828 av John Edward Gray. Det vetenskapliga namnet longirostris syftar på den långa nosen. Vanligen skiljs mellan fyra underarter:
- S. l. orientalis förekommer i sydöstra Stilla havet.
- S. l. centroamericana lever väster om Centralamerika.
- S. l. longirostris finns i centrala Stilla havet främst kring Hawaii.
- S. l. roseiventris är den minsta underarten. Hittades i Thailandviken.

Dessutom finns flera andra former.

## Hot
I östra Stilla havet lever delfinen tillsammans med stim av tonfiskarten Thunnus albacares. Fenomenet finns inte i andra regioner. Fiskare utnyttjade detta beteende för att hitta tonfiskar då delfinerna är lätta att upptäcka från fartyg eller helikopter. Vid fångsten dras noten kring hela gruppen. På så sätt dödades mellan 1950-talet och 1990-talet mer än 7 miljoner delfiner som bifångst.
Fiskemetoden har minskat kraftigt, även om flera fiskerier i Latinamerika fortfarande använder den, men populationen ökar endast långsamt. Idag (2018) uppskattas beståndet till drygt en miljon individer. IUCN listar arten som livskraftig, efter att före 2018 ha listat den under kunskapsbrist.